# The Rock (diskotek)
 For alternative betydninger, se The Rock. (Se også artikler, som begynder med The Rock)
The Rock er et dansk spillested og natklub beliggende i København, hvor der fokuseres på rock. Det opstod efter et tidligere spillested "Tex" lukkede, hvorefter bagmændende startede The Rock i Skindergade.
The Rock gik i 2010 konkurs men blev videreført som ny klub, under navnet The Rock CPH. I November 2011 mistede klubben lokalerne i Skindergade, pga. dårlig økonomi, og har derfor ikke noget fast sted. Men siden da, er størstedelen af The Rock's aktiviteter blevet flyttet til Lions & Barrels, og der arrangeres fortsat nye events under navnet The Rock CPH.